# 映射
映射（英語：map，mapping）或称射影、写像，在数学及相关的领域经常等同于函数。基于此，部分映射就相当于部分函数，而完全映射相当于完全函数。在很多特定的数学领域中，这个术语用来描述具有与该领域相关联的特定性质函数，例如，在拓扑学中的连续函数，线性代数中的线性变换等等。

## 定义

### 在形式逻辑中
这个术语有时用来表示函数谓词（Functional predicate），在那里函数是集合论中谓词的模型。

### 在集合论中
设{\displaystyle A,B}是两个非空集合，若对{\displaystyle A}中的任一元素{\displaystyle x}，依照某种规律或法则{\displaystyle f}，恒有{\displaystyle B}中唯一确定的元素{\displaystyle y}与之对应，则称此对应规律或法则{\displaystyle f}为一个从{\displaystyle A}到{\displaystyle B}的映射。

记作 {\displaystyle f:A\rightarrow B}  或  {\displaystyle f:x\mapsto y}

並且，称集合{\displaystyle A}为映射{\displaystyle f}的定义域，集合{\displaystyle B}为映射{\displaystyle f}的到达域；称{\displaystyle y}为{\displaystyle x}的像，{\displaystyle x}为{\displaystyle y}的原像。

记作 {\displaystyle y=f(x)}

此外，称集合{\displaystyle R_{f}}为映射{\displaystyle f}的值域，

记作 {\displaystyle R_{f}=\left\{f(x)|x\in A\right\}}  或  {\displaystyle R_{f}=f(A)}

{\displaystyle R_{f}} 称为{\displaystyle A}在{\displaystyle f}作用下的像。